# Chersaecia
Chersaecia is een geslacht van weekdieren uit de klasse van de Gastropoda (slakken).

## Soorten
- Chersaecia austeni (Gude, 1899)
- Chersaecia brachydiscus (Godwin-Austen, 1879)
- Chersaecia degerbolae (Solem, 1966)
- Chersaecia dextrorsa (Benson, 1860)
- Chersaecia kengtungensis (Gude, 1914)
- Chersaecia leiophis (Benson, 1860)
  - = Chersaecia pseudophis Godwin-Austen, 1875
- Chersaecia munipurensis (Godwin-Austen, 1875)
- Chersaecia muspratti (Gude, 1897)
- Chersaecia nagaensis (Godwin-Austen, 1875)
- Chersaecia perarcta (Blanford, 1865)
- Chersaecia perrierae (Gude, 1897)
- Chersaecia refuga (Gould, 1846)
- Chersaecia shanensis (Stoliczka, 1873)
- Chersaecia shiroiensis (Godwin-Austen, 1875)
- Chersaecia simplex (Solem, 1966)